# بی‌طرفی (روابط بین‌الملل)

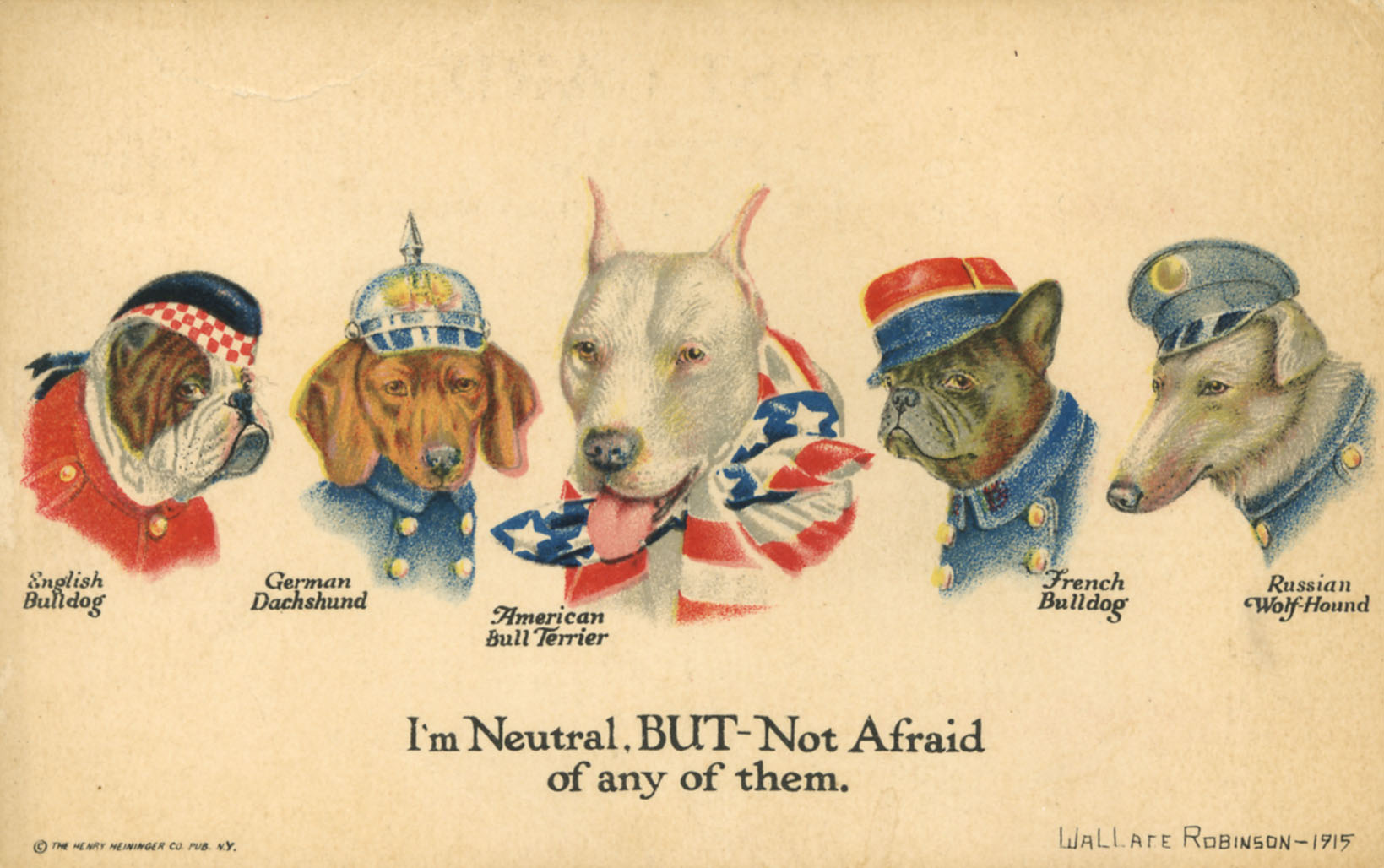
نمایی از یک‌پوستر پروپاگاندا طی جنگ جهانی اول منقش به نژادهایِ گوناگون سگ، با استعاره‌ای از کشورهای مبدأ مربوطه (دوستان و دشمنان)، باشعار؛ «من بی‌طرف هستم، اما از هیچ یک از آن‌ها نمی‌هراسم.» - ۱۹۱۵

بی‌طرفی بیانگر یک وضعیت حقوقی یک دولت دربرابر جنگ بین سایر دولت‌ها است. دولت بی‌طرف باید رفتار واحدی در برابر طرفین جنگ در پیش گیرد. اصل عدم جانبداری در واقع وظیفهٔ اصلی دولت غیر درگیر در جنگ است. تا زمانی که دولت‌های بی‌طرف از شرکت مستقیم یا غیر مستقیم در مخاصمه احتراز کنند یا وظایفی را که حقوق بین‌الملل بر عهدهٔ آنان گذاشته رعایت نمایند، می‌توانند از حقوق بی‌طرفی بهره‌مند شوند؛ ولی از سوی دیگر، اگر دولتی که مدعی بی‌طرفی است به وظایف و تعهّدات خود عمل نکند، این امر به دول درگیر حق می‌دهد که علیه آن دولت به اقدامات تلافی‌جویانه متوسّل شوند.
در گذشته شروع جنگ‌های مسلحانه پس از صدور اعلامیهٔ رسمی انجام می‌گرفت و متعاقب آن، رعایت قواعد بی‌طرفی برای کشورهای ثالث ضرورت می‌یافت، ولی امروزه به علت تحوّلات در ارتباطات، شروع جنگ الزاماً نباید به دوَل ثالث به‌طور رسمی اعلام گردد تا به تعهّدات بی‌طرفی خود عمل کنند. همچنین امروزه نیازی نیست که دوَل ثالث اعلامیه‌های خاصی مبنی بر تشریح مواضع خود و سیاست امتناع از شرکت در جنگ و در نتیجه رعایت تعهّدات بی‌طرفی منتشر کنند. این دولت‌ها می‌توانند قوانینی وضع کرده یا بیانیه‌هایی منتشر کنند که وظایف و حقوق آن‌ها را برای مقامات و اتباع خود یا دول متخاصم بیان کند.

## اصول بی‌طرفی در جنگ
چهار تکلیف اصلی بر عهدهٔ کشور بی‌طرف گذاشته شده‌است؛ این تکالیف عبارتند از:
الف) اصل عدم جانبداری از طرفین محاربه
ب) اصل خودداری از دادن کمک مادّی به طرفین محاربه جهت استفاده در جنگ
ج) اصل جلوگیری از اقدامات خصم‌آمیز در محدودهٔ صلاحیت دولت بی‌طرف و ممانعت از استفاده از سرزمین خود به‌عنوان پایگاهی جهت عملیات خصمانه
د) اصل پذیرش و رعایت برخی اقدامات محدودکننده که توسط دوَل متحارب علیه تجارت خصوصی دوَل بی‌طرف در دریای آزاد انجام گیرد